# Józefów (Biłgoraj)
Pour les articles homonymes, voir Józefów.
Józefów(prononciation : [juˈzɛfuf']) est une ville du powiat de Biłgoraj de la voïvodie de Lublin, dans le sud-est de la Pologne.
Elle est le siège administratif (chef-lieu) de la gmina urbaine-rurale appelée gmina de Józefów.
La ville se situe à environ 25 kilomètres au nord de Biłgoraj (siège du powiat) et 85 kilomètres au sud de Lublin (capitale de la voïvodie).
Sa population s'élevait à 1 475 habitants en 2013, en faisant une des plus petites villes de la région.

## Histoire
En 1905, 72 % de la population de la ville est juive. En 1939, la population juive est de 2 000 personnes, environ 60 % de la ville.
L’armée allemande entre dans la ville le 17 septembre 1939, l’aviation allemande bombarde et détruit le centre-ville.
Pendant la guerre, la ville est un centre important de résistances, de nombreux combats auront lieu dans les environs.
Le 13 mai 1942, des troupes allemandes assassinent 100 juifs de la ville. Le 13 juillet, se déroule un nouveau massacre (de) au cours duquel 1 500 juifs du ghetto sont abattus par balle dans une forêt avoisinante,.
Le reste de la population juive sera tué en septembre et novembre 1942 lors de déportations.
Le 1er juin 1943 la ville est partiellement détruite à la suite de l'exécution de deux officiers SS par des résistants polonais. Les unités allemandes quittent le village le 24 juillet 1944.
En 1975 un mémorial est érigé sur le site des massacres. En 1962, un tribunal de Hambourg ouvre une enquête sur ces atrocités. 14 personnes sont reconnues coupables de participation à ces crimes de guerre mais seulement 3 font de la prison pour leurs actions.
De 1975 à 1998, la ville est attachée administrativement à la voïvodie de Zamość.

Depuis 1999, elle fait partie de la voïvodie de Lublin.

## Galerie
Quelques vues du village

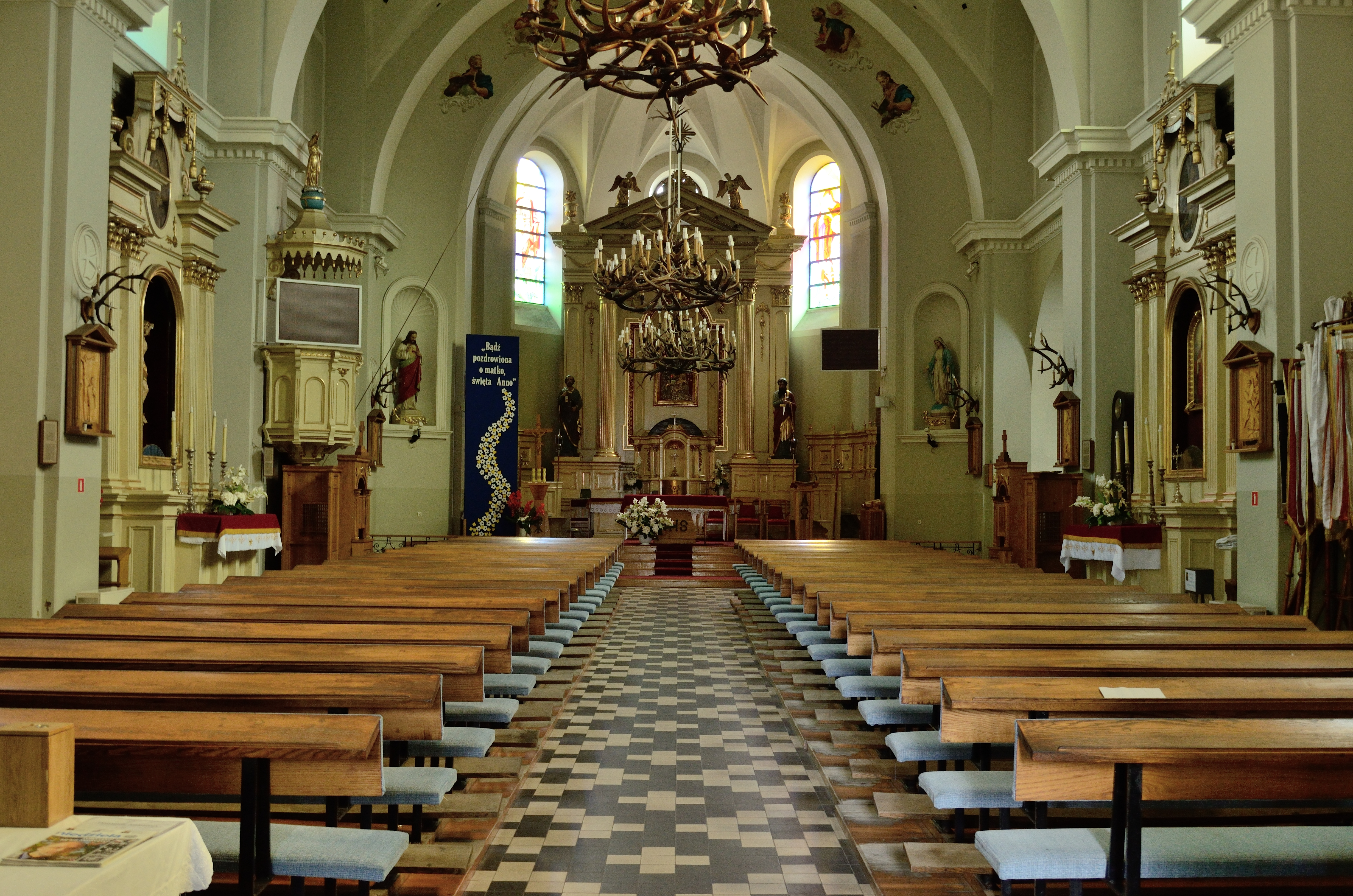
Église
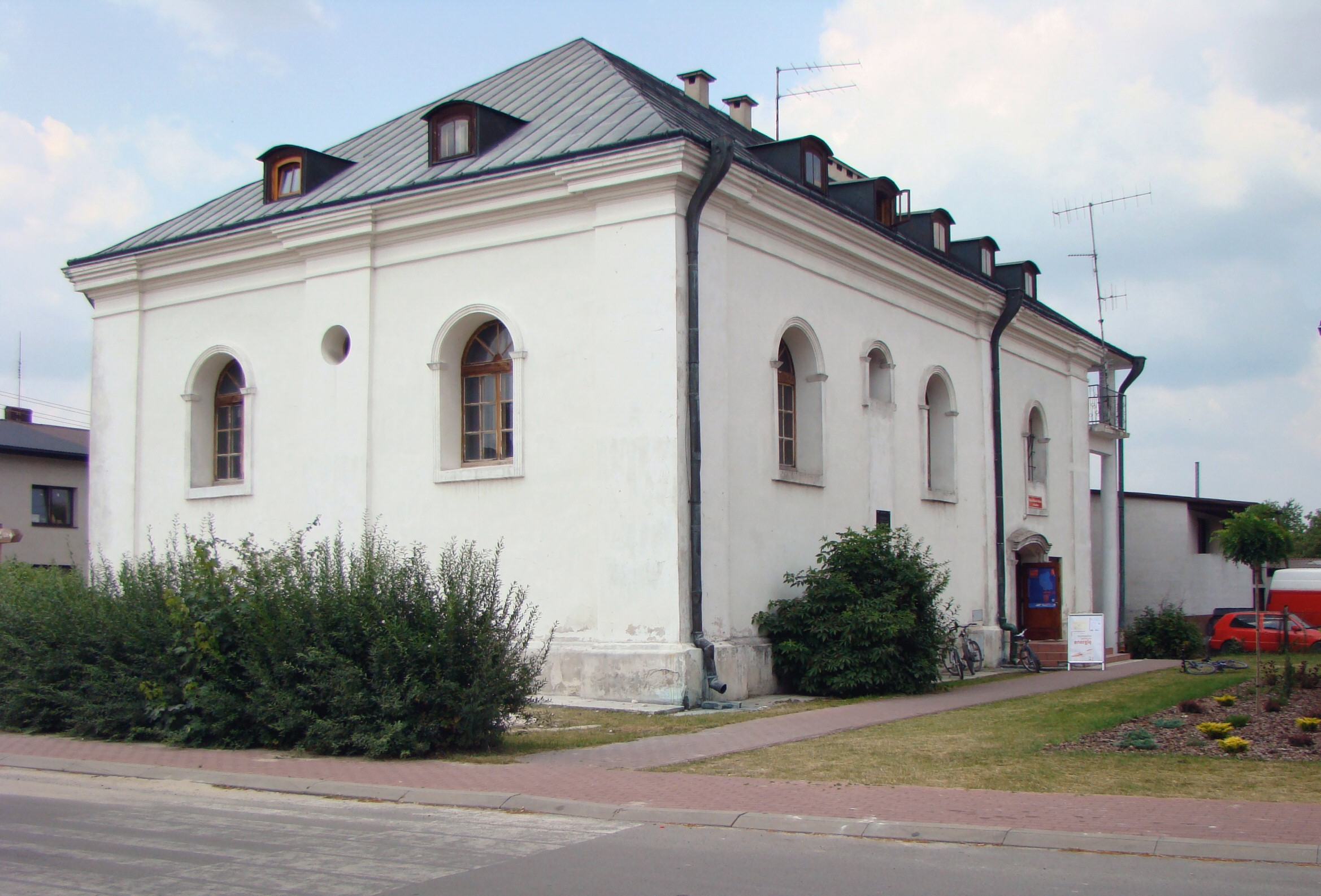
Ancienne synagogue
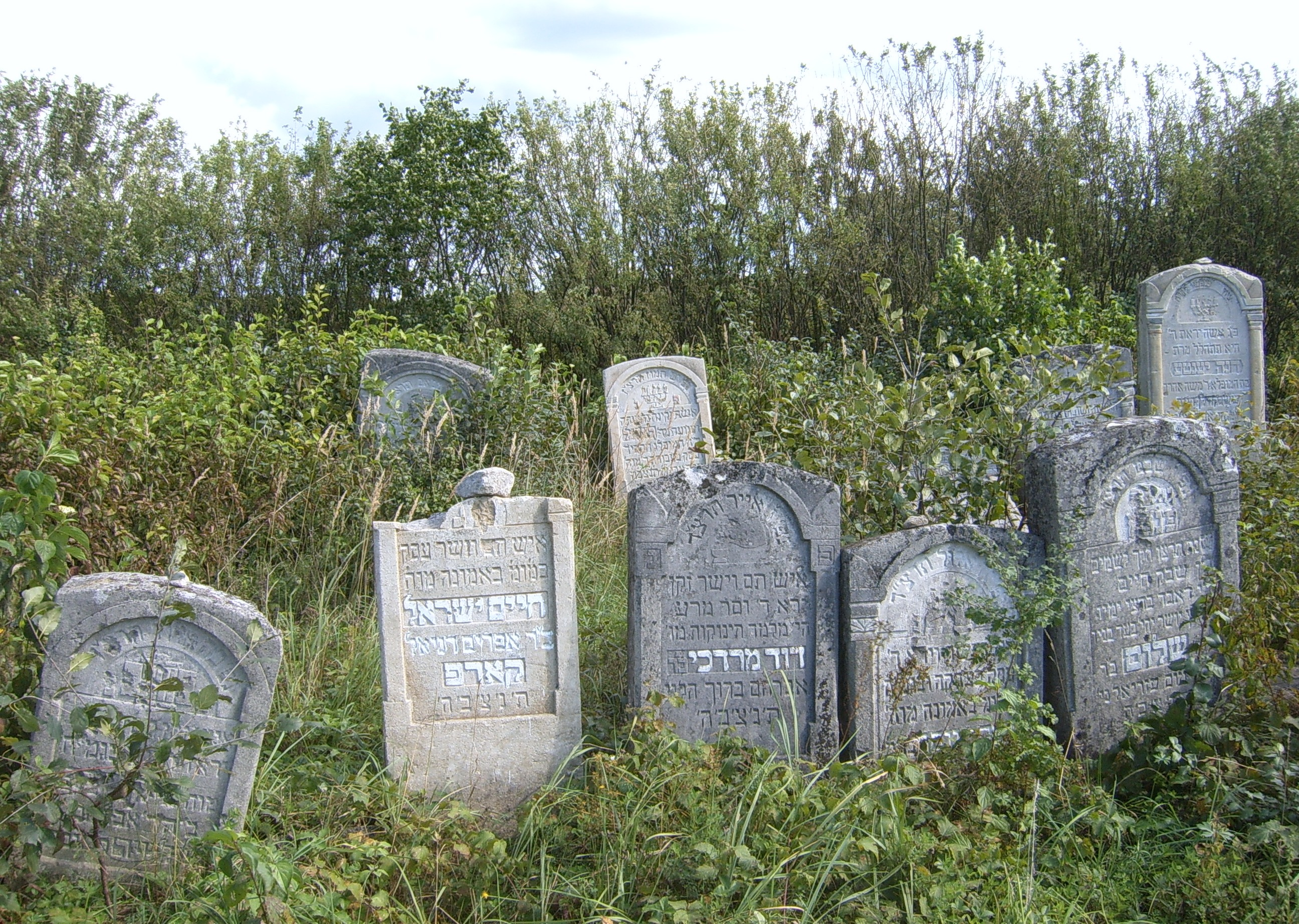
Cimetière juif
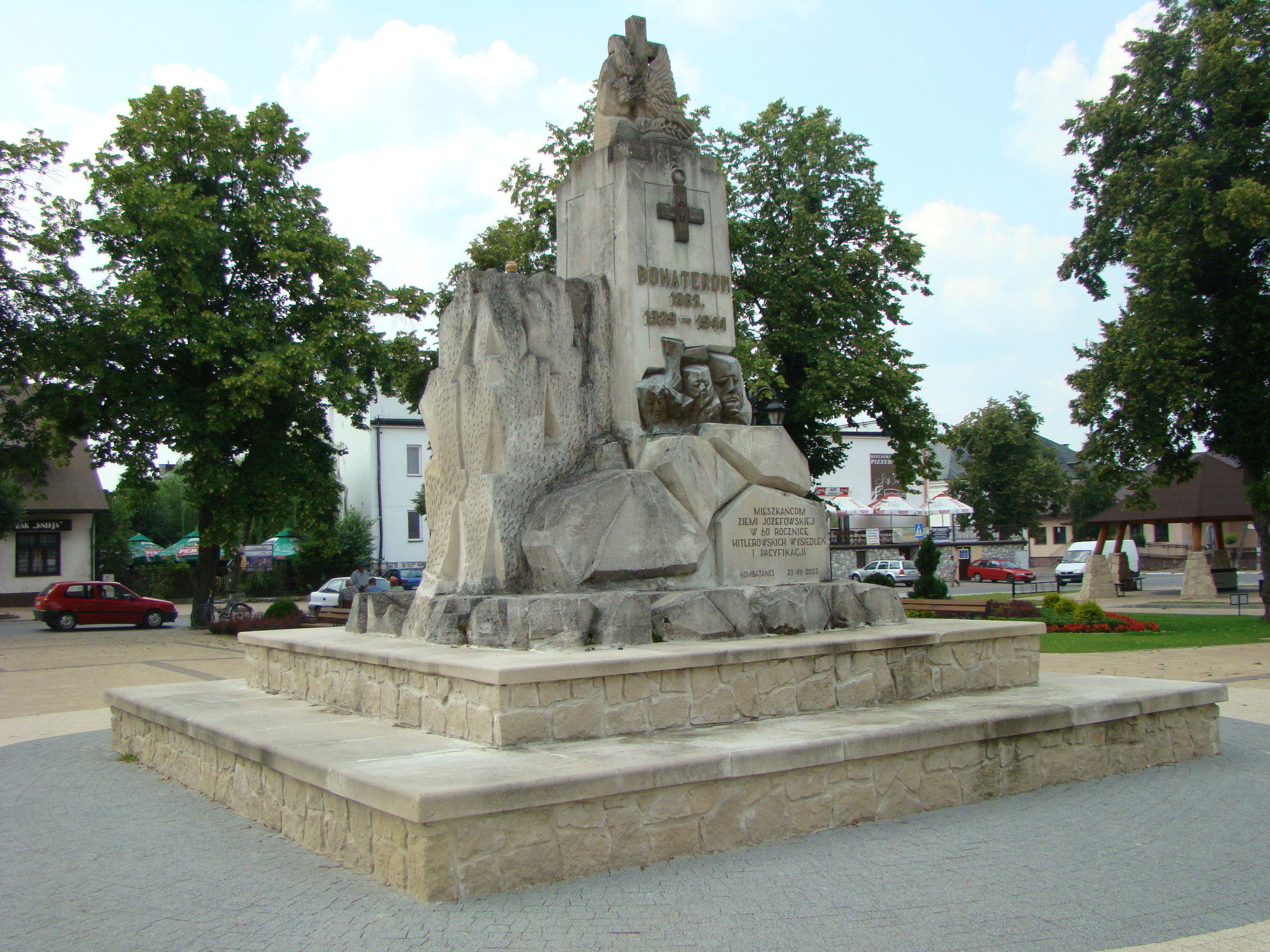
Monument dédié aux victimes de la Seconde Guerre mondiale
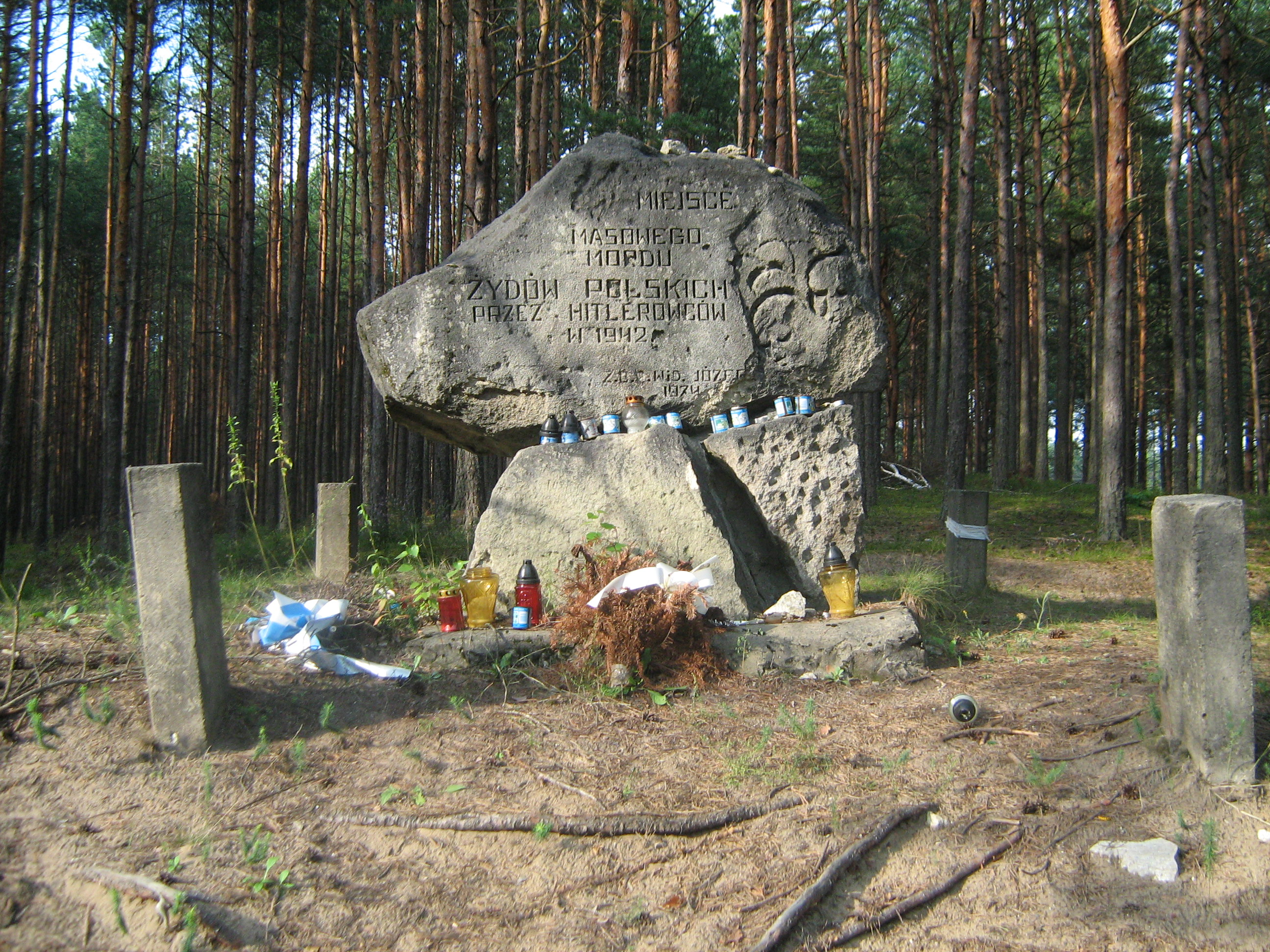
Monument sur le site des exécutions de masse des Juifs de la ville.
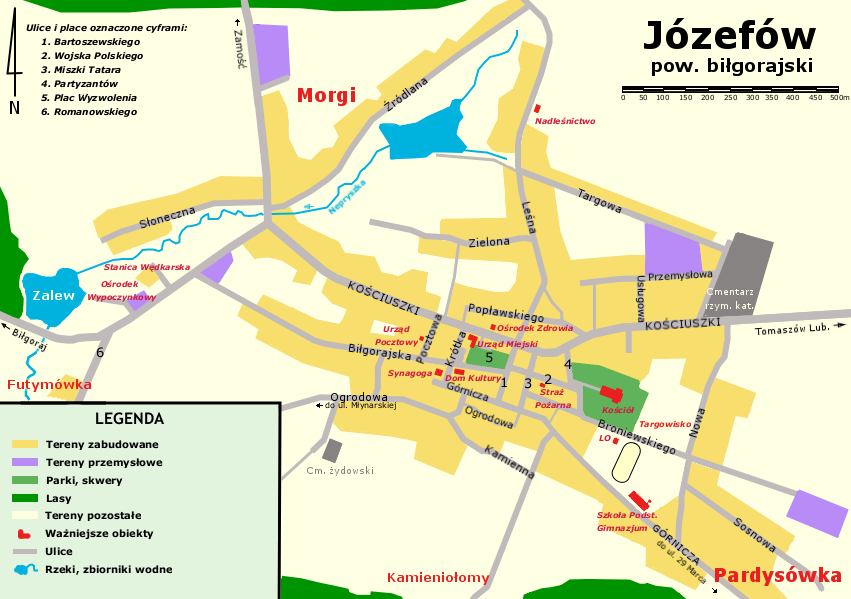
Plan de la ville
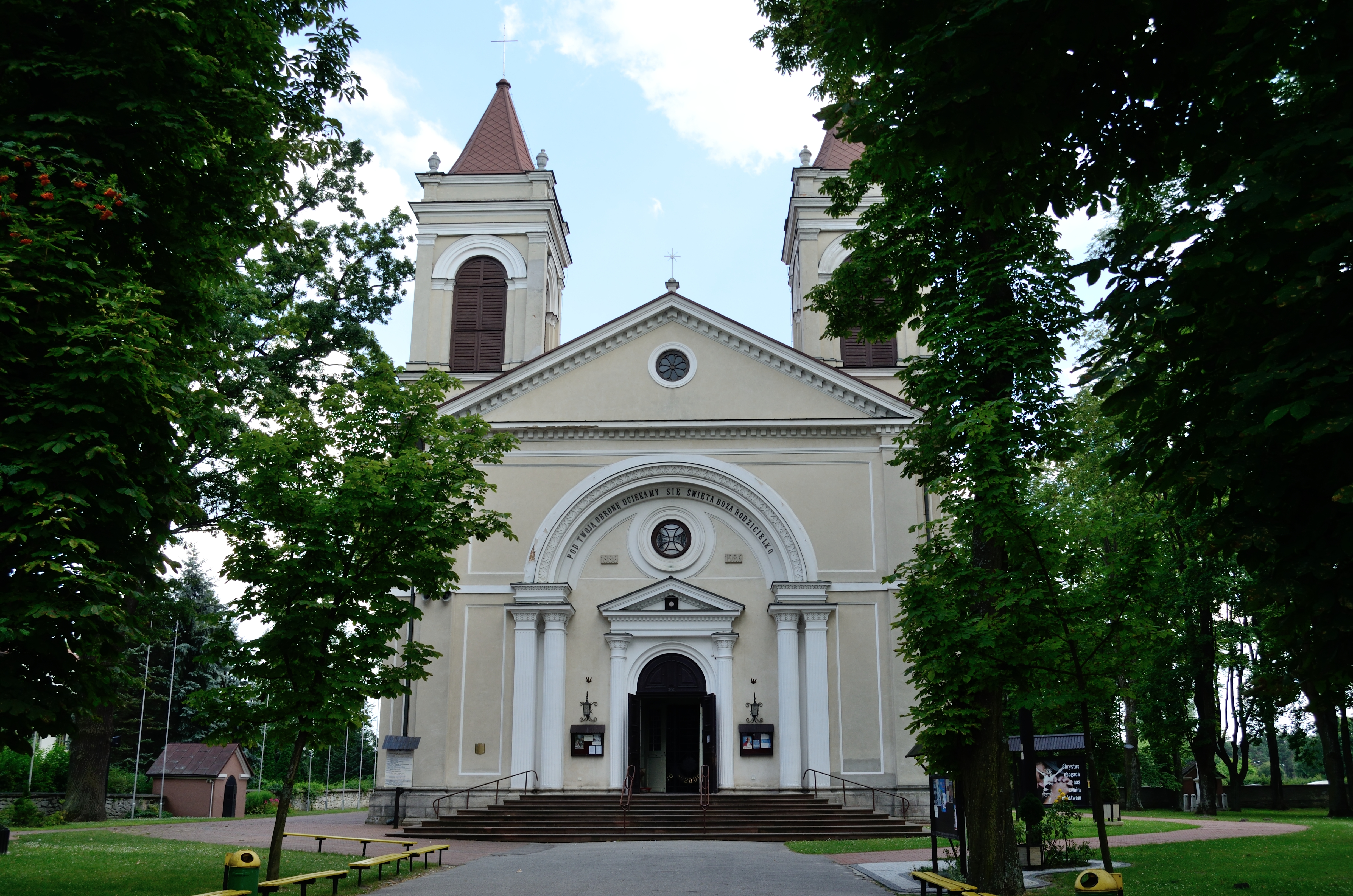
Paroisse de l'Immaculée Conception de la Bienheureuse Vierge Marie

## Sources
- Christopher R. Browning (trad. de l'anglais par Élie Barnavi, préf. Pierre Vidal-Naquet), Des hommes ordinaires : Le 101e Bataillon de réserve de la police allemande et la Solution finale en Pologne [«  Ordinary Men : Reserve Police Battalion 101 and the Final Solution in Poland »], Éditions Tallandier, 22 mars 2007 (EAN 9782847344233, BNF 41041373). .